# لبنية (جنس)
اللَّبَنيّة هو جنس من كاسيات البذور في الفصيلة النجمية.